# Phyllosticta crataegicola
Phyllosticta crataegicola är en svampart som beskrevs av Sacc. 1884. Phyllosticta crataegicola ingår i släktet Phyllosticta och familjen Botryosphaeriaceae.   Inga underarter finns listade i Catalogue of Life.